# Conchylia alternata
Conchylia alternata är en fjärilsart som beskrevs av W. Warren 1901. Conchylia alternata ingår i släktet Conchylia och familjen mätare. Inga underarter finns listade i Catalogue of Life.